# Тера Бонд
Тера Бонд (англ. Tera Bond), настоящее имя Анита Держи (венг. Anita Derzsi; 20 августа 1978 — 11 октября 2017) — венгерская порноактриса и эротическая модель.

## Биография
Родилась 20 августа 1978 года в Будапеште, Венгрия. Окончила колледж, занималась актёрским мастерством.
Дебютировала в порноиндустрии в 2002 году, в возрасте 24 лет; закончила сниматься в 2011 году. Была также ведущей на итальянском Canale 5.
Умерла 10 октября 2017 года после тяжёлой болезни. По словам её брата, в 2012 году Тера ушла из порноиндустрии в связи с диагностированным раком: несмотря на то, что она успешно прошла курс лечения, последствия ухудшили её здоровье.

## Награды и номинации

### Награды
- 2011: Венгерский порнооскар — лучшая порноактриса[9].
- 2011: Венгерский порнооскар — за жизненные достижения[10].

### Номинации
| Год  | Премия     | Результат | Номинация                                          | Работа |
| ---- | ---------- | --------- | -------------------------------------------------- | ------ |
| 2008 | AVN Awards | Номинация | Лучшая сексуальная сцена иностранного производства | Flash  |

### Разное
- 2006: Журнал Cheri: девушка месяца (август).